# Johann Ertl (Politiker, 1959)
Johann Ertl (* 8. Juni 1959 in Hartberg, Steiermark) ist ein österreichischer Politiker der Freiheitlichen Partei Österreichs (FPÖ).

## Ausbildung und Beruf
Johann Ertl besuchte zwischen 1966 und 1970 eine Volksschule in Geiseldorf und bis 1974 eine Hauptschule in Hartberg. Danach ging er bis 1977 an eine Polizeischule in Wien. Nach dieser Schule machte er noch im selben Jahr seinen Präsenzdienst und war bis 1983 Sicherheitswachebeamter und ab 1983 Kriminalbeamter.

## Politische Funktionen
- 2000–2005: Mitglied des Gemeinderates der Stadtgemeinde Schwechat
- Mitglied des Landesparteivorstandes der FPÖ Niederösterreich
- 2005: Bezirksparteiobmann der FPÖ Schwechat

## Politische Mandate
- 20. November 2008 bis 4. November 2009: Mitglied des Bundesrates (XXIV. Gesetzgebungsperiode), ohne Fraktion
- 5. November 2009 bis 23. April 2013: Mitglied des Bundesrates (XXIV. Gesetzgebungsperiode), FPÖ